# Вештеґан
Вештеґан (перс. وشتگان) — село в Ірані, у дегестані Джасб, у Центральному бахші, шахрестані Деліджан остану Марказі. За даними перепису 2006 року, його населення становило 90 осіб, що проживали у складі 32 сімей.

## Клімат
Середня річна температура становить 11,18 °C, середня максимальна – 29,42 °C, а середня мінімальна – -8,16 °C. Середня річна кількість опадів – 176 мм.
| Клімат поселення                              | Клімат поселення | Клімат поселення | Клімат поселення | Клімат поселення | Клімат поселення | Клімат поселення | Клімат поселення | Клімат поселення | Клімат поселення | Клімат поселення | Клімат поселення | Клімат поселення | Клімат поселення |
| Показник                                      | Січ.             | Лют.             | Бер.             | Квіт.            | Трав.            | Черв.            | Лип.             | Серп.            | Вер.             | Жовт.            | Лист.            | Груд.            |                  |
| Середній максимум, °C                         | 6,66             | 7,24             | 10,85            | 16,77            | 21,76            | 27,72            | 29,42            | 28,80            | 24,79            | 18,54            | 12,23            | 7,19             |                  |
| Середня температура, °C                       | −0,75            | −0,15            | 3,46             | 9,38             | 14,37            | 20,34            | 23,83            | 23,24            | 19,22            | 12,97            | 6,66             | 1,60             |                  |
| Середній мінімум, °C                          | −8,16            | −7,55            | −3,94            | 1,97             | 6,97             | 12,94            | 18,26            | 17,66            | 13,64            | 7,38             | 1,08             | −3,97            |                  |
| Норма опадів, мм                              | 27               | 28               | 35               | 24               | 18               | 2                | 2                | 1                | 0                | 6                | 13               | 20               |                  |
| Середньомісячна швидкість вітру, м/с          | 1.50             | 2.00             | 2.57             | 2.64             | 2.49             | 2.21             | 2.17             | 2.03             | 1.92             | 1.92             | 1.47             | 1.30             |                  |
| Середньомісячна сонячна радіація, кДж/м²·день | 9691             | 12815            | 15574            | 18877            | 22568            | 26728            | 25990            | 24410            | 21417            | 16041            | 11608            | 9360             |                  |
| --------------------------------------------- | ---------------- | ---------------- | ---------------- | ---------------- | ---------------- | ---------------- | ---------------- | ---------------- | ---------------- | ---------------- | ---------------- | ---------------- | ---------------- |
| Джерело:                                      |                  |                  |                  |                  |                  |                  |                  |                  |                  |                  |                  |                  |                  |